# Spitzberg, Pfaffenberg, Kochhartgraben und Neckar
Spitzberg, Pfaffenberg, Kochhartgraben und Neckar este o arie protejată (arie specială de conservare — SAC, sit de importanță comunitară — SCI) din Germania întinsă pe o suprafață de 852,69 ha, integral pe uscat.

## Localizare
Centrul sitului Spitzberg, Pfaffenberg, Kochhartgraben und Neckar este situat la coordonatele 48°30′21″N 8°58′08″E / 48.5058°N 8.9689°E.

## Înființare
Situl Spitzberg, Pfaffenberg, Kochhartgraben und Neckar a fost declarat sit de importanță comunitară în ianuarie 2005 pentru a proteja 6 specii de animale. Situl a fost protejat și ca arie specială de conservare în ianuarie 2019.

## Biodiversitate
Situată în ecoregiunea continentală, aria protejată conține 13 habitate naturale: Lacuri eutrofice naturale cu vegetație de tip Magnopotamion sau Hydrocharition, Cursuri de apă de la nivel de câmpie la nivel montan, cu vegetație Ranunculion fluitantis și Callitricho-Batrachion, Formațiuni de Juniperus communis pe lande sau pajiști calcaroase, Pajiști carstice calcaroase sau bazofile, de Alysso-Sedion albi, Pajiști uscate seminaturale și facies de acoperire cu tufișuri pe substraturi calcaroase (Festuco-Brometalia) (* situri importante pentru orhidee), Pajiști uscate seminaturale și facies de acoperire cu tufișuri pe substraturi calcaroase (Festuco-Brometalia) (* situri importante pentru orhidee), Liziere de ierburi înalte hidrofile de câmpie și de nivel montan până la alpin, Fânețe de joasă altitudine (Alopecurus pratensis, Sanguisorba officinalis), Izvoare petrifiante cu formare de travertin (Cratoneurion), Pante stâncoase calcaroase cu vegetație casmofită, Pante stâncoase silicioase cu vegetație casmofită, Păduri de stejar și carpen Galio-Carpinetum, Păduri aluvionare cu Alnus glutinosa și Fraxinus excelsior (Alno-Padion, Alnion incanae, Salicion albae).
La baza desemnării sitului se află mai multe specii protejate:
- amfibieni (1): izvoraș-cu-burta-galbenă (Bombina variegata)
- mamifere (1): liliac comun (Myotis myotis)
- nevertebrate (4): Coenagrion mercuriale, Euplagia quadripunctaria, Gortyna borelii lunata, rădașcă (Lucanus cervus)